# Temporada de challengers da WTA de 2019
A temporada de challengers da WTA de 2019 foi o circuito secundário das tenistas profissionais organizado pela Associação de Tênis Feminino (WTA) para o ano em questão. O análogo masculino é o ATP Challenger Tour, e define-se como transição ao tênis de elite.
Situa-se abaixo do calendário principal e acima do circuito feminino da ITF. 

## Calendário

### Países
| Torneios | País(es)                            | País(es)                 |
| -------- | ----------------------------------- | ------------------------ |
| 4        | Estados Unidos                      | Estados Unidos           |
| 1        | Alemanha · China · Croácia · França | México · Suécia · Taiwan |

### Mudanças
- Torneio(s):
  - Debutantes: Båstad, Guadalajara e New Haven;
  - Extintos: Bombaim, Chicago e Zhengzhou.

### Semana a semana

#### Legenda
Abaixo estão exemplos, com explicações usando o elemento dica de contexto. Basta passar o cursor sobre cada linha pontilhada para lê-las.
| Semana de     | Torneio                                                                                    | Campeã(s)             | Vice-campeã(s)        | Resultado        |
| ------------- | ------------------------------------------------------------------------------------------ | --------------------- | --------------------- | ---------------- |
| 29 de outubro | OEC Taipei WTA Ladies Open · Taipé, Taiwan · US$ 125.000 – carpete (coberto) – 32S•16Q•16D | jogadora 1            | jogadora 2            | 7–61, 56–7, 6–4  |
| 29 de outubro | OEC Taipei WTA Ladies Open · Taipé, Taiwan · US$ 125.000 – carpete (coberto) – 32S•16Q•16D | jogadora 3 jogadora 4 | jogadora 5 jogadora 6 | 4–6, 6–4, [11–9] |

| Ordenação dos torneios | Quando mais de um torneio acontecer durante a semana: 1. Cidade (A-Z) |

| Ícones | Clicável      |                                        |                                           |
| Ícones | Clicável      | edição do torneio                      |                                           |
| Ícones | Não-clicáveis |                                        | primeiro título conquistado na modalidade |
| Ícones | Não-clicáveis | o(a) jogador(a)/país defendeu o título |                                           |

#### Torneios
| Semana de       | Torneio                                                                                                | Campeã(s)                                 | Vice-campeã(s)                            | Resultado         |
| --------------- | --- | ----------------------------------------- | ----------------------------------------- | ----------------- |
| 21 de janeiro   | Oracle Challenger Series – Newport Beach Newport Beach, Estados Unidos US$ 162.480 – duro – 32S•4Q•16D | Bianca Andreescu                          | Jessica Pegula                            | 0–6, 6–4, 6–2     |
| 21 de janeiro   | Oracle Challenger Series – Newport Beach Newport Beach, Estados Unidos US$ 162.480 – duro – 32S•4Q•16D | Hayley Carter Ena Shibahara               | Taylor Townsend Yanina Wickmayer          | 6–3, 7–61         |
| 25 de fevereiro | Oracle Challenger Series – Indian Wells Indian Wells, Estados Unidos US$ 162.480 – duro – 48S•4Q•16D   | Viktorija Golubic                         | Jennifer Brady                            | 3–6, 7–5, 6–3     |
| 25 de fevereiro | Oracle Challenger Series – Indian Wells Indian Wells, Estados Unidos US$ 162.480 – duro – 48S•4Q•16D   | Kristýna Plíšková Evgeniya Rodina         | Taylor Townsend Yanina Wickmayer          | 7–67, 6–4         |
| 11 de março     | Abierto Zapopan Guadalajara, México US$ 125.000 – duro – 32S•15Q•16D                                   | Veronika Kudermetova                      | Marie Bouzková                            | 6–2, 6–0          |
| 11 de março     | Abierto Zapopan Guadalajara, México US$ 125.000 – duro – 32S•15Q•16D                                   | Maria Sanchez Fanny Stollár               | Cornelia Lister Renata Voráčová           | 7–5, 6–1          |
| 22 de abril     | Kunming Open Anning, China US$ 125.000 – saibro – 32S•16Q•16D                                          | Zheng Saisai                              | Zhang Shuai                               | 6–4, 6–1          |
| 22 de abril     | Kunming Open Anning, China US$ 125.000 – saibro – 32S•16Q•16D                                          | Peng Shuai Yang Zhaoxuan                  | Duan Yingying Han Xinyun                  | 7–5, 6–2          |
| 3 de junho      | Croatia Bol Open Bol, Croácia US$ 125.000 – saibro – 32S•13D                                           | Tamara Zidanšek                           | Sara Sorribes Tormo                       | 7–5, 7–5          |
| 3 de junho      | Croatia Bol Open Bol, Croácia US$ 125.000 – saibro – 32S•13D                                           | Timea Bacsinszky Mandy Minella            | Cornelia Lister Renata Voráčová           | 0–6, 7–63, [10–4] |
| 8 de julho      | Swedish Open Båstad, Suécia US$ 125.000 – saibro – 32S•16D                                             | Misaki Doi                                | Danka Kovinić                             | 6–4, 6–4          |
| 8 de julho      | Swedish Open Båstad, Suécia US$ 125.000 – saibro – 32S•16D                                             | Misaki Doi Natalia Vikhlyantseva          | Alexa Guarachi Danka Kovinić              | 7–5, 46–7, [10–7] |
| 29 de julho     | Liqui Moly Open Karlsruhe Karlsruhe, Alemanha US$ 125.000 – saibro – 32S•6Q•8D                         | Patricia Maria Țig                        | Alison Van Uytvanck                       | 3–6, 6–1, 6–2     |
| 29 de julho     | Liqui Moly Open Karlsruhe Karlsruhe, Alemanha US$ 125.000 – saibro – 32S•6Q•8D                         | Lara Arruabarrena Renata Voráčová         | Han Xinyun Yuan Yue                       | 26–7, 6–4, [10–4] |
| 2 de setembro   | Oracle Challenger Series – New Haven New Haven, Estados Unidos US$ 162.480 – duro – 48S•4Q•15D         | Anna Blinkova                             | Usue Maitane Arconada                     | 6–4, 6–2          |
| 2 de setembro   | Oracle Challenger Series – New Haven New Haven, Estados Unidos US$ 162.480 – duro – 48S•4Q•15D         | Anna Blinkova Oksana Kalashnikova         | Usue Maitane Arconada Jamie Loeb          | 6–2, 4–6, [10–4]  |
| 11 de novembro  | Oracle Challenger Series – Houston Houston, Estados Unidos US$ 162.480 – duro – 48S•4Q•16D             | Kirsten Flipkens                          | Coco Vandeweghe                           | 7–64, 6–4         |
| 11 de novembro  | Oracle Challenger Series – Houston Houston, Estados Unidos US$ 162.480 – duro – 48S•4Q•16D             | Ellen Perez Luisa Stefani                 | Sharon Fichman Ena Shibahara              | 1–6, 6–4, [10–5]  |
| 11 de novembro  | Taipei OEC Open Taipé, Taiwan US$ 125.000 – carpete (coberto) – 32S•16Q•16D                            | Vitalia Diatchenko                        | Tímea Babos                               | 6–3, 6–2          |
| 11 de novembro  | Taipei OEC Open Taipé, Taiwan US$ 125.000 – carpete (coberto) – 32S•16Q•16D                            | Lee Ya-hsuan Wu Fang-hsien                | Dalila Jakupović Danka Kovinić            | 4–6, 6–4, [10–7]  |
| 16 de dezembro  | Open BLS de Limoges Limoges, França US$ 125.000 – duro (coberto) – 32S•8Q•8D                           | Ekaterina Alexandrova                     | Aliaksandra Sasnovich                     | 6–1, 6–3          |
| 16 de dezembro  | Open BLS de Limoges Limoges, França US$ 125.000 – duro (coberto) – 32S•8Q•8D                           | Georgina García Pérez Sara Sorribes Tormo | Ekaterina Alexandrova Oksana Kalashnikova | 6–2, 7–63         |

## Distribuição de pontos
A distribuição de pontos para torneios 125K em 2019 foi definida:
| Evento                                   | T   | F  | SF | QF | R16 | R32 | R64 | R128 | Q | Q3 | Q2 | Q1 |
| ---------------------------------------- | --- | -- | -- | -- | --- | --- | --- | ---- | - | -- | -- | -- |
| Simples: 48 principal, 4 qualificatório  | 160 | 95 | 57 | 29 | 15  | 8   | 1   | –    | 4 | –  | –  | 1  |
| Simples: 32 principal, 16 qualificatório | 160 | 95 | 57 | 29 | 15  | 1   | –   | –    | 6 | –  | 4  | 1  |
| Simples: 32 principal, 8 qualificatório  | 160 | 95 | 57 | 29 | 15  | 1   | –   | –    | 6 | –  | –  | 1  |
| Duplas: 16                               | 160 | 95 | 57 | 29 | 1   | –   | –   | –    | – | –  | –  | –  |
| Duplas: 8                                | 160 | 95 | 57 | 1  | –   | –   | –   | –    | – | –  | –  | –  |